# Sausewind
Sausewind ist ein 1928 gegründetes Unternehmen aus Jüterbog, das sich heute auf den Vertrieb von Kraftfahrzeugersatzteilen und Zubehör spezialisiert hat. Der Gründer war Alfred Schulze, dessen Sohn Siegfried Schulze führte das Unternehmen bis Juni 2011. Heute wird das Unternehmen in dritter Generation von Markus Schulze als Inhaber geführt.
Sausewind erlangte in der DDR Bekanntheit durch die Produktion des Holz-Kinderrollers Sausewind, der unter dem gleichen geschützten Markennamen vertrieben wurde. Wer nach dem Zweiten Weltkrieg einen Roller besaß, hatte häufig einen „Sausewind“. Der kleine Roller wurde schnell zum Kultobjekt. Heute werden keine Kinderroller mehr hergestellt.

## Geschichte
Das Unternehmen wurde 1928 von Alfred Schulze (* 1899) gegründet, der hierzu eine kleine Werkstatt pachtete und vorerst allein als Meister arbeitete. Diese Werkstatt ergänzte er 1932 um ein Geschäft für Motorräder.
Während des Zweiten Weltkrieges ruhten Geschäft und Werkstatt, da sowohl Alfred Schulze, wie auch sein Sohn Siegfried als Soldaten eingezogen waren. Ab 1946 begann der Vater des heutigen Firmeninhabers einen Neuanfang. Bereits im Jahr 1949 arbeiteten im Unternehmen 23 Mitarbeiter. Sie boten Reparaturen für Motorräder an und begannen mit der Kleinproduktion von Kinderrollern. Diese wurden über die Jahre in der Stückzahl von einigen Tausend angefertigt und Sausewind genannt.
1950 übernahm Siegfried Schulze den Handel der Firma. Zweiräder hatten zunehmend die ursprüngliche Bedeutung, die Ersatzteilproduktion für Kraftfahrzeuge stand nun im Vordergrund. Von 1970 bis 1975  stieg der Jahresumsatz jährlich um 500.000 und erreichte vier Millionen Mark. Zur gleichen Zeit wurde aber die Versorgung mit Ersatzteilen das wichtigste Geschäft des Unternehmens. 1976 wurde auf Weisung der in der DDR wirtschaftsleitenden Organe des Rats des Kreises das Unternehmen aufgeteilt. Die Teile, die keine Notwendigkeit bei der Versorgungspflicht mehr hatten, wozu auch die Rollerproduktion gehörte, wurden unter der Bezeichnung „DIXILAND“ ausgegliedert. Unter der bekannten Firmierung Sausewind wurde das Handelsgeschäft für Kfz- und Zweiradteile weitergeführt.
Ein Großteil der in der DDR produzierten Ersatzteile von Simson und MZ konnten durch das Unternehmen erworben werden und sind bis heute verfügbar. Ein in der gesamten DDR üblicher Slogan war: „Such nicht herum – fahr gleich zu Sausewind!“.
Auch nach der politischen Wende in der DDR und der folgenden wirtschaftlichen Veränderung nach der Währungs-, Wirtschafts- und Sozialunion wurde das Unternehmen fortgeführt und konnte sich stabilisieren.
Heute gilt es als einer der wichtigsten Restauratoren und Anbieter für Ersatzteile von nostalgischen Modellen wie MZ-Motorrädern, Simson-Mopeds und auch als Spezialist für die alten Fabrikate wie Awo, BK, EMW R 35, Jawa, Čezeta, Simson SR1 und SR2, Roller Berlin und Troll sowie für sämtliche Ersatzteile und Komplettfahrzeuge aus der ehemaligen DDR und der Sowjetunion.
Im Jahr 1995 eröffnete das Unternehmen einen Onlineshop, der noch heute besteht.
Der jetzige Firmeninhaber, Markus Schulze übernahm das Unternehmen im Jahr 2011. Außerdem gab es Erweiterungen, wie die Eröffnung der Werkstatt im August 2012. Im August 2014 eröffnete er einen zweiten Online-Shop namens Motorrad Warenhaus, der für den Vertrieb von Zubehör & Technik für moderne Motorräder sowie Motorradbekleidung ausgelegt ist.

## Veröffentlichungen
- Beitrag über die Firma Sausewind in heute – in Deutschland am 14. Dezember 2012 im ZDF